# Universidade Agostinho Neto
A Universidade Agostinho Neto (UAN) é uma instituição de ensino superior pública angolana, multicampi, sediada no município de Talatona, considerada a maior e mais influente universidade do país.
Sua tradição universitária remonta ao período colonial. No entanto, foi após a independência do País que estabeleceu-se como universidade de Estado, ou seja, aquela que deveria formar a base intelectual de Angola, criando uma rede de faculdades cobrindo todo o território nacional. É hoje referência no ensino superior angolano, abrigando, em sua estrutura orgânica, sete faculdades, uma escola superior e dois institutos superiores.
Na sequência de uma reforma incisiva, realizada em 2008/2009, a sua competência foi entretanto limitada às províncias de Luanda e do Bengo. A UAN compreende, portanto, doravante apenas a sua sede, em Talatona, e faculdades/polos situadas em Luanda, Belas, Caxito e Viana. As demais faculdades localizadas noutras províncias foram agrupadas em universidades regionais autónomas. Mesmo depois desta redução drástica, a UAN continua a ser a maior universidade de Angola.

## Origem do nome
A universidade homenageia António Agostinho Neto, líder anticolonial que tornou-se o primeiro presidente angolano, bem como o primeiro reitor da universidade no período pós-independência.

## História
A tradição universitária de Angola e da UAN pode ser remontada ao período colonial, com o estabelecimento dos primeiros cursos universitários da colônia. Embora estes sofressem grandes percalços no seu estabelecimento e funcionamento, vale destacar que acalçaram consideráveis resultados, se comparados as outras experiências universitárias nas colônias africanas.

### Período colonial
A Faculdade de Medicina da Universidade Agostinho Neto reclama ser a sucessora da Aula de Medicina e Anatomia de Luanda, criada pela carta-patente de D. Maria I, em 24 de abril de 1789, sob o comando do médico José Pinto de Azeredo, sendo portanto a instituição orgânica mais antiga da UAN (embora que a Aula de Geometria e Fortificação, o primeiro curso de Engenharia da África Subsaariana, seja datada de 1699). Em 29 de dezembro de 1836 a Aula de Medicina passou a denominar-se Escola Médico-Cirúrgica de Luanda e, em 2 de abril de 1845, alterou-se finalmente a denominação para Instituto Prático de Medicina da África Ocidental Portuguesa.
No dia 11 de dezembro de 1851, um relatório ministerial encarecia o valor da iniciativa, apontava as dificuldades e as deficiências, distinguia a Escola Médica de Goa como a única que tinha obtido resultados aceitáveis e, por fim, em vez de propôr soluções, o decreto que encerrava aquele documento extinguia algumas dessas escolas e entre elas a de Luanda. Assim acabou uma experiência que durou mais de sessenta anos.
Com o advento dos movimentos de descolonização no território angolano, a partir de 1954, o Estado Novo decidiu, entre outras coisas, retomar o ensino universitário (servindo como contra-resposta de natureza social), institucionalizando em Angola no ano de 1962, pelo decreto-lei 44530, de 21 de agosto, os Estudos Gerais Universitários de Angola (EGUA), integrados na Universidade Portuguesa (neste caso, uma tutela conjunta das Universidades de Lisboa e do Porto). O primeiro reitor dos EGUA foi o engenheiro André Francisco Navarro.
Em 23 de dezembro de 1968 o decreto-lei 48790 transformou os Estudos Gerais Universitários de Angola em Universidade de Luanda que compreendeu as Faculdades de Engenharia, Economia e de Medicina, situadas em Luanda, a Faculdade de Agronomia e de Medicina Veterinária, situada em Nova Lisboa e a Faculdade de Letras em Sá da Bandeira.
Em 10 de junho de 1974 o Alto-Comissário Silva Cardoso e o então Ministro da Educação do Governo de Transição Eduardo Correia desdobram a Universidade de Luanda em três universidades, a saber: Universidade de Luanda (em Luanda), Universidade de Nova Lisboa (no Huambo) e Universidade de Sá da Bandeira (no Lubango). As três instituições chegaram a ter corpo reitoral próprio, porém de curta duração, pois, ao aproximar-se a declaração de independência de Angola, as duas últimas foram dissolvidas e reintegradas à Universidade de Luanda.

### Pós-independência
Em 28 de setembro 1976, após a proclamação da independência de Angola em 1975, a Universidade de Luanda foi transformada em Universidade de Angola (portaria 77-A/76). Esta passou no dia 24 de janeiro de 1985 a chamar-se Universidade Agostinho Neto, em memória do primeiro presidente de Angola e também primeiro reitor da universidade na pós-independência.
No decurso dos anos 1980 e 1990, houve uma expansão sistemática da UAN, que chegou a ter faculdades em Benguela, Cabinda, Huambo, Luanda, Lubango e Uíge. Foram criados os chamados Instituto Superior de Ciências da Educação (ISCED), que deveriam preocupar-se com a formação de professores do ensino secundário em todas as províncias do país.
Em 1997, acompanhando as modificações políticas no país e no mundo, foram realizadas as primeiras eleições para reitor e decanos das unidades orgânicas, fato que marcou a democratização da gestão universitária. Foi eleita como a reitora a professora doutora Laurinda Hoygaard, da Faculdade de Economia, primeira mulher a dirigir uma universidade no país. Em virtude da professora drª. Hoygaard recursar-se acartar as imposições do poder executivo angolano à gestão da UAN, julgando ser este um frontal ataque á independência acadêmico-científica da universidade, o judiciário julgou por bem afastar a reitora e seu corpo administrativo definitivamente de suas funções em 1999. O Ministério da Educação indicou o professor Mário Fresta como seu substituto, endossando a decisão do judiciário.
A tradição democrática foi reafirmada em 2002 quando João Sebastião Teta foi eleito reitor da UAN.

### Reestruturação -presente

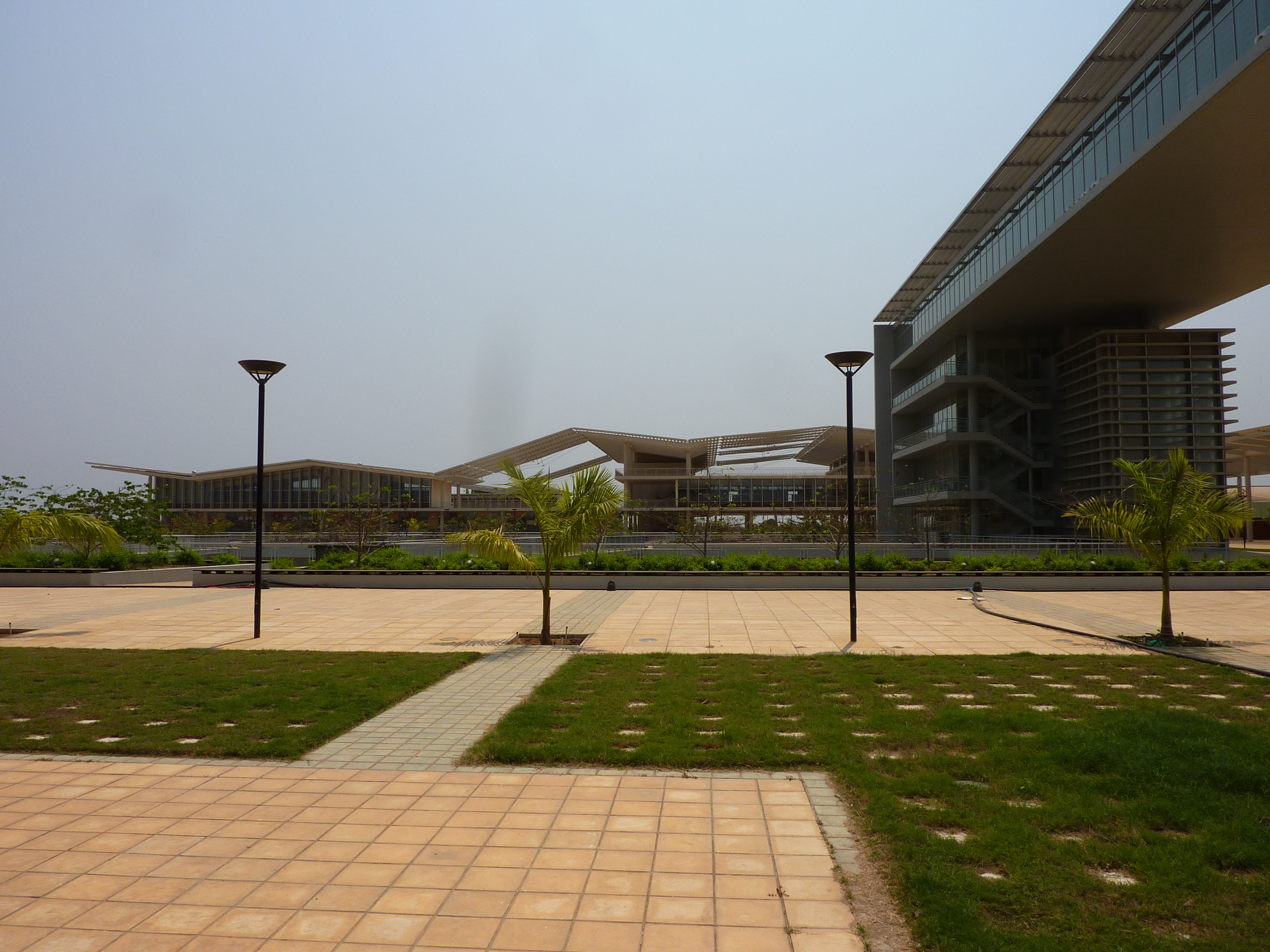
Cidade Universitária da Universidade Agostinho Neto, em 2011.

No entanto, já nos anos 2008/2009 chegou-se à conclusão de que uma universidade com esta extensão geográfica não era funcional. Por esta razão, as faculdades existentes fora de Luanda e Bengo serviram de base para a constituição de universidades regionais autónomas em Benguela (Universidade Katyavala Bwila), Cabinda (Universidade 11 de Novembro), Huambo (Universidade José Eduardo dos Santos), Lubango (Universidade Mandume ya Ndemufayo), Malanje (Universidade Lueji A'Nkonde) e Uíge (Universidade Kimpa Vita).
Até 2012 as principais estruturas da UAN estava concentradas no bairro dos Mártires do Quifangondo, no Cassenda, na Ingombota e no Rangel. Neste ano é inaugurada a Cidade Universitária da Universidade Agostinho Neto em Talatona, permanecendo poucos polos de ensino da UAN em Luanda, tais como as faculdades de direito, ciências, engenharia e medicina.
Pelo decreto presidencial nº 285, de 29 de outubro de 2020 — que reorganiza a Rede de Instituições de Ensino Superior Pública de Angola (RIPES) —, absorveu o Instituto Superior de Educação Física e Desporto (ISEFD) e o Instituto Superior de Ciências de Comunicação (ISUCIC).

## Estrutura orgânica
Actualmente a Universidade Agostinho Neto está organizada nas seguintes unidades:

### Faculdades, escolas e institutos superiores
| Faculdade de Ciências - Biologia - Ciências de Computação - Engenharia Geográfica - Física - Geofísica - Meteorologia - Geologia - Matemática - Química | Faculdade de Ciências Sociais - Antropologia - Ciência Política - Comunicação Social - Geodemografia - Gestão e Administração Pública - História - Psicologia (do Trabalho, Criminal e Social) - Sociologia | Faculdade de Economia - Contabilidade e Administração - Contabilidade e Auditoria - Economia - Gestão de Empresas - Gestão Financeira |

| Faculdade de Engenharia - Arquitectura - Engenharia Civil - Engenharia Electrónica e Telecomunicações - Engenharia Electrotecnia - Engenharia Informática - Engenharia Mecânica - Engenharia de Minas - Engenharia Química - Engenharia de Petróleo | Faculdade de Letras - Filosofia - Línguas e Literaturas Angolanas - Língua e Literaturas em língua Francesa - Língua e Literaturas em língua Inglesa - Língua e Literaturas em língua Portuguesa - Secretariado Administrativo e Comunicação Empresarial | Instituto Superior de Ciências da Saúde - Enfermagem - Farmácia - Psicologia Clínica - Psicologia Escolar - Análises Clínicas |

| Faculdade de Direito - Direito | Faculdade de Medicina - Medicina | Escola Superior de Hotelaria e Turismo - Gestão de Turismo |

| Instituto Confúcio - Língua e Cultura Chinesas |

## Infraestrutura
Como as iniciais instalações da UAN em Luanda desde há muito não correspondiam às suas necessidades, foi construído,  em Talatona, a Cidade Universitária da Universidade Agostinho Neto (também conhecida como Cidade Universitária de Camama) que, a partir de 2012, passou a acolher o conjunto das unidades e serviços da UAN, situados na capital.
As suas capacidades são calculadas para um máximo de 40 000 estudantes, com 20,23 km quadrados. Possui 18,000 espaços residenciais para professores, estudantes e funcionários.
A arquitectura do campus é elíptica, com os edifícios equidistantes da biblioteca central, dispostos de forma a optimizar a iluminação e ventilação natural.
A despeito da sede em Talatona, a UAN ainda mantém polos em Luanda, onde estão algumas faculdades, o Hospital Universitário Américo Boavida e a Maternidade-Escola Lucrécia Paim. Existem tembém polos em Caxito (o Centro de Estágios da Faculdade de Medicina, o Centro de Investigação em Saúde de Angola e o Hospital Geral do Bengo) e em Belas, e o Campus Viana-Capalanca (na cidade de Viana), onde está sediada a Faculdade de Ciências Sociais.

## Financiamento
A UAN é na sua quase totalidade financiada pelo orçamento do Estado e por dotações oriundas de empresas públicas, nomeadamente a Sonangol. Os estudantes não pagam mensalidade, a não ser em determinados cursos ministrados fora do horário laboral.

## Reitores
| Nome                                                      | Mandato                                         | Afiliação                                                       | Forma de eleição                                                                          |
| --------------------------------------------------------- | ----------------------------------------------- | --------------------------------------------------------------- | ----------------------------------------------------------------------------------------- |
| André Francisco Navarro                                   | 21 de agosto de 1962 a 31 de Agosto de 1964     | Instituto Superior de Agronomia da Universidade de Lisboa       | Indicação do Ministro do Ultramar                                                         |
| António de Mendonça Monteiro                              | 31 de Agosto de 1964 a 31 de Março de 1966      | Instituto de Climatologia e Hidrologia da Universidade do Porto | Indicação do Ministro do Ultramar                                                         |
| Ivo Ferreira Soares                                       | 31 de Março de 1966 a 1 de dezembro de 1974     | Faculdade de Medicina Veterinária da Universidade de Lisboa     | Indicação do Ministro do Ultramar                                                         |
| Fernando Nunes Ferreira Real                              | 1 de dezembro de 1974 a 11 de novembro de 1975  | Laboratório de Mineralogia e Geologia da Universidade de Luanda | Indicação do Ministro do Ultramar                                                         |
| António Agostinho Neto                                    | 11 de novembro de 1975 a 10 de setembro de 1979 | Faculdade de Medicina                                           | Acumulou as funções de: Presidente de Angola, Presidente do MPLA e Reitor da Universidade |
| João Garcia Bires                                         | 10 de setembro de 1979 a 23 de dezembro de 1980 | Faculdade de Direito                                            | Interino após a morte de Agostinho Neto                                                   |
| Augusto Lopes Teixeira                                    | 23 de dezembro de 1980 a 19 de março de 1981    | Faculdade de Engenharia                                         | Indicação presidencial                                                                    |
| João Filipe Martins                                       | 19 de março de 1981 a 20 de novembro de 1986    | Faculdade de Direito                                            | Indicação presidencial                                                                    |
| Raul Neto Fernandes                                       | 20 de novembro de 1986 a 1990                   | Faculdade de Medicina                                           | Indicação presidencial                                                                    |
| José Luís Guerra Marques                                  | 1990 a Fevereiro de 1997                        | Faculdade de Engenharia                                         | Indicação presidencial                                                                    |
| Laurinda de Jesus Fernandes Hoygaard                      | Fevereiro de 1997 a 28 de outubro de 1999       | Faculdade de Economia                                           | Eleição direta                                                                            |
| Mário Fresta                                              | 28 de outubro de 1999 a 29 Janeiro de 2002      | Faculdade de Medicina                                           | Indicação presidencial                                                                    |
| João Sebastião Teta                                       | 29 Janeiro de 2002 a 11 de Junho de 2010        | Faculdade de Engenharia                                         | Eleição direta                                                                            |
| Orlando Manoel José Fernandes da Mata                     | 11 de Junho de 2010 a 6 de agosto de 2015       | Faculdade de Engenharia                                         | Eleição direta                                                                            |
| Maria do Rosário Teixeira de Alva Sequeira Bragança Sambo | 6 de agosto de 2015 - 28 de setembro de 2017    | Faculdade de Medicina                                           | Eleição direta                                                                            |
| Pedro Magalhães                                           | 28 de setembro de 2017 - presente               | Faculdade de Medicina                                           | Indicação presidencial Reitor-interino entre 28 de setembro de 2017 e 26 de abril de 2018 |

## Pessoas notáveis
- Nuno Grande (ex-professor universitário e ex-vice-reitor) - médico e político;
- Pepetela (professor universitário) - sociólogo e político;
- Ruy Duarte de Carvalho (professor universitário) - antropólogo;
- Víctor Kajibanga (professor universitário) - sociólogo;
- José Adelino Maltez (ex-professor universitário) - cientista político;
- Jean-Pierre Angenot (ex-professor universitário) - linguista;
- Bornito de Sousa (alumnus) - professor universitário, político e jurista;
- Manuel Domingos Vicente (alumnus) - engenheiro e política;
- Albina Africano (alumnus) - química e política.